# تونیکا ۱۰۷۰
سیارک ۱۰۷۰ (به انگلیسی: 1070 Tunica، نامگذاری:1926RB) هزار و هفتادمین سیارک کشف شده‌است که در ۱ سپتامبر ۱۹۲۶ و در هایدلبرگ کشف شد.
قدر مطلق سیارک برابر ۱۰٫۶۰ است.